# Junarmija
Junarmija, celým jménem Všeruské vojensko-vlastenecké společenské hnutí Junarmija (rusky Всероссийское военно-патриотическое общественное движение «Юнармия» – Vserossijskoje vojenno-patriotičeskoje obščestvennoje dviženije „Junarmija“), je ruská organizace pro vojenskou výchovu dětí a mládeže. Jejím účelem je připravit a motivovat mladé pro potřeby Ozbrojených sil Ruské federace. Kromě armády je svázána také s organizací DOSAAF provádějící vojenskou přípravu dospělých civilistů. 
Podnět k jejímu založení dal ministr obrany Sergej Kužugetovič Šojgu a formálně jej vyhlásil prezidentským dekretem Vladimir Putin 29. října 2015, na výročí založení Komsomolu. První děti byly přijaty v květnu 2016 a k roku 2020 bylo jejími členy zhruba 600 000 nezletilých ve věku od 8 do 18 let.
Organizace se hlásí k odkazu sovětských organizací Komsomol a Všesvazové pionýrské organizace V. I. Lenina. Kritici Putinova režimu ji přirovnávají k organizaci Hitlerjugend z období nacistického Německa a to zejména v souvislosti s tím, že v březnu 2022 Sergej Šojgu podepsal nařízení o kontrole připravenosti sedmnáctiletých záložníků na případné nasazení v rámci selhávající ruské invaze na Ukrajinu.